# HX DOS Extender
Der HX DOS Extender ist ein freier 32-Bit-DOS-Extender, ähnlich wie DOS/4G, CWSDPMI, DOS/32A, WDOSX und Weitere. Die fast einzigartige Eigenschaft des HX DOS Extenders ist es, einige für 32-Bit-Versionen von Microsoft Windows geschriebene Programme unter DOS starten zu können. Da die Nachbildung der grafischen Benutzeroberfläche von Windows noch nicht weit entwickelt wurde, wird der HX DOS Extender bisher vor allem für Kommandozeilen-Programme verwendet. Auch einige Programme, die die Windows-Schnittstellen nur zum Darstellen einer komplett eigenen grafischen Oberfläche verwenden, sind ohne Einschränkungen lauffähig.
Das Programm und alle Quelltexte sind „für alle [im Zweifel nichtkommerziellen] Zwecke frei verfügbar“, sie erfordern somit keine zusätzliche Nutzungsgenehmigung (oder Softwarelizenz).